# Monastiráki (Lassithi)
Monastiráki, en grec moderne : Μοναστηράκι, est un village du dème d'Ierápetra, dans le district régional de Lassíthi, de la Crète, en Grèce. Selon le recensement de 2011, la population de Monastiráki compte 16 habitants.
Le village est situé à une altitude de 180 m et à une distance de 10 km d'Ierápetra.